# Geoffrey Piet
Pour les articles homonymes, voir Piet (homonymie).
 (juillet 2025).
Motif : critères de notoriété WP:NPERTV non remplis et aucune source secondaire centrée.
- Archive Wikiwix
- Bing
- Cairn
- DuckDuckGo
- E. Universalis
- Gallica
- Google
- G. Books
- G. News
- G. Scholar
- Persée
- Qwant
- (zh) Baidu
- (ru) Yandex
- (wd) trouver des œuvres sur Wikidata

| 1. | Préciser le motif de la pose du bandeau. | Précisez le motif de la pose du bandeau en utilisant la syntaxe suivante : {{admissibilité à vérifier\|date=juillet 2025\|motif=remplacez ce texte par le motif}}                  |
| 2. | Informer les utilisateurs concernés.     | Pensez à avertir le créateur de l'article, par exemple, en insérant le code ci-dessous sur sa page de discussion : {{subst:avertissement admissibilité à vérifier\|Geoffrey Piet}} |

Geoffrey Piet est un acteur français, né en octobre 1989.
Il est surtout connu pour avoir interprété, de 2011 à 2016, le rôle de Jonas Malkavian, l'un des personnages récurrents du feuilleton Plus belle la vie diffusé sur France 3.

## Filmographie

### Cinéma
- 2007 : Two the end  (long-métrage) : Anthony (école de cinéma, réal : Alexandre MICHALAK)
- 2009 : Série Passion & Métiers  : Alex (Production : Systèmeprod, réal: Sauveur martorana)
- 2009 : Série Les Nettoyeurs : Richard (Production : you’re next company, réal : Fred CARDONA)
- 2009 : Confrontations (court-métrage étudiant) : Fabien (école L’ESRA, réal : Arnaud RAMPNOUX
- 2009 : Entre parenthèses (court-métrage étudiant) : Rémy (école l’EICAR, réal : Nadia MASRI)
- 2009 : Les Loups-garous ne s’appellent pas Bruno (court-métrage étudiant) : Simon (école Louis Lumière, réal : Théo COURTIAL ; Morgan REGEL)
- 2009 : Argent facile (court-métrage étudiant) : Jérémy (école E.T.T.I.C, réal : Anthony LECOMTE ; Justin GALLE ; Mickaël DELMOTTE ; Nicolas HERMOUET)

### Télévision
- 2009 : RIS police scientifique : l'adolescent n°2 (TF1 productions, réal : Jean-marc Thérin) (saison 5, épisode no 10 : Dernier voyage)
- 2009 : Silent library : figurant
- 2011-2016 : Plus belle la vie : Jonas Malkavian #2
- 2012 : Le Désert de l'amour de Jean-Daniel Verhaeghe : le camarade no 2
- 2012 : Qu'est-ce qu'on va faire de toi ? de Jean-Daniel Verhaeghe : un camarade de pensionnat de Michel Drucker

### Publicité
- 2007 : Publicité anti-tabac : figurant
- 2009 : Publicité Orange Live box : rôle du fils